# چو جین-هو
چو جین-هو (انگلیسی: Cho Jin-ho; ۲ اوت ۱۹۷۱ – ۱۰ اکتبر ۲۰۱۷) بازیکن سابق و مربی فوتبال اهل کره جنوبی است.
از باشگاه‌هایی که در آن بازی کرده‌است می‌توان به باشگاه فوتبال ججو یونایتد، باشگاه ارتش کره‌جنوبی، باشگاه فوتبال پوهانگ استیلرز، و باشگاه فوتبال سئونگنام اشاره کرد.
وی همچنین در تیم‌های ملی فوتبال زیر ۲۳ سال کره جنوبی و کره جنوبی بازی کرده‌است.